# Flumeville
Flumeville – obszar niemunicypalny w Mendocino County, w Kalifornii (Stany Zjednoczone), na wysokości 58 m.